# 反對逃犯條例修訂草案運動術語列表
本列表列出了反對逃犯條例修訂草案運動中相關術語。該運動作為一個快速增長的社會事件，當中大量而快速地衍生出不同用語。

## 特定群體

### 黃絲
泛指反共市民，反對逃犯條例修訂，該名是師承於雨傘運動陣營。黃絲主張運動中的五大訴求，主張政府應按議事規則撤回修例草案，要求追究警方的濫權行為，甚或有要求香港獨立的傾向。其政治光譜較寛，既有只要求追究警暴就足夠，亦有要求解散政府或要求香港獨立。因此難而以單一政治主張概括黃絲此一政治群體。該群組在示威的方式十分多元化而不流於單一形式的手法，大至和平集會與遊行，小到日常生活中的全黑衣著，製作連儂牆和拒絕消費親共商鋪(畢竟親建制不一定支持共產黨，例如李嘉誠及王維基不在杯葛之列)；從快閃集會和到商場唱歌的和平活動，到武裝衝突如拆除公共設施和特定商鋪。在抗爭手法多元而免於單一的大台主導傳統集會遊行，另一方面令不少人在示威遊行以外的時間，自發在日常生活中持續運動。其價值觀偏向自由主義，著眼於保障個人權利和自由，同時看重納稅人控制政府公權力和追求以法限權之法治精神。

### 藍絲
泛指支持親共政府和警方的市民，支持逃犯條例修訂，該名是承自於反對佔領運動而支持警方執法的陣營而來。如雨傘運動時期一樣，在反修例運動當中，藍絲普遍對示威者的行為反感，認為示威者的行為不單破壞社會安寧和經濟，更損壞香港的國際聲譽。在手段和目的的重要性上顯得矛盾，對於警方以維持治安為名執法行動，他們較支持以更高或致命暴力以應付示威者行為；但對於示威者以社會整體利益為名的行動卻一概指摘其暴力行為，因而自相矛盾。相對而言，其價值觀偏向威權，抱持社會安寧至上的態度。

### 白衣人
白衣人是指部分身著白色上衣的暴力團體，在不同的示威現場中攻擊示威者或無差別攻擊路過的市民，這些暴力團體被指有黑社會背景。該名是得自於元朗7.21事件中，大量白衣人在元朗一帶無差別襲擊市民，警方在事件中因事先收到報告和事發時對暴力團的行為坐視不理而被質疑包庇暴力。元朗7.21事件以外，8月5日的北角衝突中同樣出現白衣人對現場持不同政見的示威者襲擊。因此，白衣人在狹義上意指為元朗一帶的黑社會，但廣義上可意指對示威者和市民無差別襲擊的暴力團體。

### 黑衣人
黑衣人多為親共市民對示威者的稱呼，其名得自於示威者的全黑衣著所致。（詳見反對逃犯條例修訂草案運動術語列表#Black Bloc）

### 藍店／黃店
反修例運動中其中一個特點為政治主導經濟，而店家的黃藍之分就是當中的核心。其分類法如黃絲和藍絲一樣代表政見：黃色店家代表支持反修例運動和示威者的行動;而藍店則是支持中共和反對示威者的行動。有示威者則製作列表和文宣讓市民可以知道不同商家的政見，從以號召政見類同的市民前往消費。而此等黃店不單單代表只是會在店面張貼文宣標語，而是會有實質行動支持運動，如協助提供資金和物資，甚或聘請被捕示威者為員工等。

## 警方及其支持者相關

### 狗
「狗」，或「警犬」為示威者對警察的蔑稱，衍生自示威者對警方執法的不滿。除了單純的發洩外，示威者亦解釋指，希望前線警員可以取回被警隊磨滅走的人性和尊嚴，而不是單單聽命於高層的無理命令。
| 示威者對警察不同的稱呼 | 示威者對警察不同的稱呼                                                         |
| 狗屋                   | 警署                                                                           |
| ---------------------- | ------------------------------------------------------------------------------ |
| 狗車                   | 警車，「衝」指衝鋒車，「籠」指運員車                                           |
| 狗隊                   | 警隊                                                                           |
| 警甴                   | 與「狗」和「警犬」一樣是對警方的蔑稱，該名是起源於警方稱呼示威者為「甲甴」開始 |

### 速龍
速龍為警方特別戰術小隊的俗稱，其成立早於估供中環以面對多樣性的示威活動。在反對逃犯條例修訂草案運動當中，速龍小隊經常曝光，以致於由大行的全港性質到地區或偶發的示威均可見到其身影。除了其全黑的工作服使該單位和一般綠色防暴裝的防暴警察比起較為出眾，該單位對示威人士的行為因極度暴力而為人詬病。早於612金鐘衝突中被傳媒記錄到在推倒示威者後多番毆打和未能展示警員編號 (雖然沒有警員編號在之後成為常態，可謂速龍小隊為此而開了先例)。及後在8月11日時在太古站對示威者近距離對示威者發射胡椒球槍和揮動警棍，儘管當時的示威者已在散去。

## 忠誠勇毅，心繫社會
「忠誠勇毅，心繫社會」為警方的新座右銘，在被指鷹派作風的鄧炳強同時出台以取代一直沿用的「服務為本，精益求精」。該座右銘中的「忠誠」意指忠誠於香港社會和市民；「勇毅」指的是「⋯⋯勇敢及堅毅地執行使命」；「心繫社會」則代表警隊對其的服務對象和責住的榮譽。警方推出新口號之時，隨即有網民諷刺警隊的新口號是黑社會14K的不同堂口，借此譏諷警方本質和黑社會無異。

## 示威行為相關

### 裝修
「裝修」是指示威者對設施的破壞行為，如政府機關、港鐵站，公共設施和部份商店。而該名稱，如同「發夢」和「職業」一樣是示威者對其行為的隱喻性稱呼之一(或純粹的戲稱)。不同於一般示威中的破壞行為，示威者的破壞行為並不是純粹的破壞，而是有目的和限度的行為，而且背後有相關理論支持。示威者對政府機關和公共設施的破壞固然大多是為了對表達到政府的不滿或以該方式增加政府的成本，但對不同的商戶破壞卻是有程度和態度之分。「黑裝修，紅裝飾，藍罷買，黃幫襯」為這類行為的行情準則。黑意指和政府或黑社會有關的商戶，對其破壞；紅色是指有著中資背景的商戶，示威者往往對其淋紅油和塗鴉。藍店則指藍絲所開的，或支持政府的商戶，示威者的行為由對其施行破壞到罷食或影響商戶生意不等。而黃店則指支持運動的商戶，示威者會互相鼓勵前去消費。這些商戶，特別是後者兩項通常會記錄在案，以地圖、網站甚至手機程式讓市民備忘和多加注意。

### 篤灰
篤灰本身是黑社會字詞，意指告密的行為。

### TG
「TG」一詞既有「Tear Gas」的意思，亦指「Telegram」。前者是催淚彈的意思，而相應引伸的新詞是「TG放題」指警方施放大量的催淚彈而令市民可以「食到飽」的意思。至2019年12月上旬，警方累計施放催淚彈的數量超過一萬，基本上香港各區除了離島區（東涌、赤鱲角除外）和九龍城區以外，所有地區均已施放催淚彈因而得到「催淚之城」的戲稱。
後者意思為「Telegram」。Telegram是一種即時通訊軟件，令用戶不必洩漏個人資料在群組中交流，因而在是次運動中廣受泛用。Telegram的作用令示威者開設不同性質的群組，大至地區性質，籌組罷工，小至不同的文宣設計組甚或個別示威者自組的小隊，普遍使用Telegram通訊和號召行動。

### 元朗國
元朗國為市民對元朗區以致天水圍，元朗和屯門區的戲稱，諷刺當區的鄉事派和黑社會無法無天而政府對此完全放任。該戲稱來自於7.21事件中，警方被指包庇和放縱黑社會暴力襲擊市民，因而指責元朗區獨立於香港而不用守香港的法律。在該事件之後，不少網民紛紛起用「元朗國」一詞取代本來的「大西北」(即天水圍，元朗和屯門區，因其地理位置於香港的西北而得此名)，以及要申請簽證來取笑元朗區的鄉事派和黑社會地位之大可以超越政府。

### 開花
「開花」一詞來自於「遍地開花」，在反修例運動當中意指地區性的行動，由和平集會和商場唱歌，到堵路和暴力衝擊公共設施不等。示威者一方除了將「開花」當作當區市民和應全港性行動的手段，如響應全港大罷工的地區行動。，更會以「開花」作為圍魏救趙的方式以分散警方警力，如中大和理大兩役當中示威者便使用各區開花和在相鄰地區展開行動以望分散警方注意力。

## 示威相關概念/理論

### 和理非與勇武
和理非與勇武是本次運動中對示威者的兩大分類，在兩大類別下再細分不同的分工，簡單而言，即是以衝突現場內和場外的分工。
勇武，或稱前線，一般而言是行為較激進的示威者，在行為上以武力抗爭為主，如關閉並拆走公共交通，打擊警察和拆除曾逼害反共人士的商鋪，其組成均是較年輕或學生。(值得注意的是女性在示威行動中不比男性弱勢，反而有不少女性是為勇武) 在裝束上，示威者通常會裝備有安全帽(演化到後期的單車戰術頭盔比比皆是)，blackbloc，裝修防毒面具(俗稱豬嘴)和不同的武器。(詳見於反對逃犯條例修訂草案運動中各方使用武器列表)
而和理非則是行為相對温和和不敢勇武的示威者，行為上以意識宣傳與和平集會和遊行為主，與勇武派有著鮮明對比。

### 和勇不分
「和」與「勇」分別代表運動中的「和理非」和「勇武」兩大派別不分彼此。

## 外部參考
反送中運動文宣圖集（页面存档备份，存于）